# Aaron Russo
Aaron Russo (14. února 1943, Brooklyn – 24. srpna 2007) byl americký podnikatel v zábavním průmyslu, filmový producent a politický aktivista.
Narodil se v Brooklynu a vyrostl na Long Islandu. Již od střední školy začal podnikat, nejdříve v propagaci rock'n'rollových představení, později v rodinné firmě na textil a spodní prádlo. Ve 24 letech si otevřel noční klub v Chicagu nazvaný Kinetic Playground, ve kterém dostaly možnost vystoupit kapely jako Led Zeppelin nebo třeba The Who.
V letech 1972-1979 spolupracoval s Bette Midlerovou (např. Růže, Klub odložených žen, For the Boys), která byla v té době manažerkou několika velmi úspěšných revue.
Později se Russo vrhl do produkování hraných filmů, prvním z nichž (The Rose – Růže) katapultoval Midlerovou do první herecké kategorie. Další jím produkovaný film s Danem Aykroydem a Eddiem Murphym, Trading Places (česky Záměna) z roku 1983 se stal klasikou vysílanou o Vánocích, a ve filmu Teachers uvedeném o rok později na sebe upozornil Nick Nolte a Morgan Freeman.
Russo za svou práci obdržel několik cen, jako Grammy, Emmy, a filmy, které produkoval, byly celkem šestkrát navrženy na Oskara a sedmkrát na Zlatý Glóbus, z nichž třikrát tuto cenu získaly.
V 90. letech 20. století se dostal do potíží s IRS (americká obdoba finančního úřadu) a nakonec musel doplatit 2 miliony dolarů. O více než 10 let později, v roce 2006 napsal, zrežíroval a produkoval dokument America: From Freedom to Fascism (Amerika: Od svobody k fašismu) jakožto exposé IRS.

## Politická kariéra
O politiku se Russo začal zajímat na začátku 90. let. Profiloval se jako libertarián, s velkou vazbou na principy dané ústavou. Stavěl se např. proti způsobu vedení boje proti drogám, zavádění identifikačních karet a nadnárodních obchodních organizací jako NAFTA.
V roce 2002 chtěl kandidovat na guvernéra jako libertarián, ale po pozitivním nálezu rakoviny nominaci stáhl. Jeho přítelem byl republikán a kongresman Ron Paul, krátce poté, co se Paul rozhodl kandidovat na prezidenta, mu vyslovil plnou podporu.

## Interview s Alexem Jonesem
V roce 2006, v interview texaským provozovatelem radiové show, Alexem Jonesem, promluvil o svém bývalém přátelství s Nicholasem Rockefellerem (z vlivné rodiny Rockefellerů). Toto přátelství začalo během Russovy kampaně na guvernéra, které vedlo k Nicholasově pozvání do Sněmu zahraničních vztahů (Council of Foreign Relations). Russo mj. dále vypovídal o nastávajícím novém světovém pořádku, který měl být započat hrozící „událostí“ coby záminkou pro válku na Blízkém východě; a Severoamerické unii s jednotnou měnou. Jak uvedl, toto mu bylo řečeno „devět měsíců, než se 9/11 vůbec stalo“. Později toto přátelství sám ukončil, protože Rockefellerovy záměry nebyly slučitelné s tím, v co Russo věřil.

## Smrt
Russo zemřel ve věku 64 let na klinice Cedars-Sinai v Los Angeles na rakovinu močového měchýře, s kterou bojoval šest let. Jako epitaf na svém náhrobním kameni chtěl mít napsáno Freedom Fighter (bojovník za svobodu).